# Gràcia Bosch i Agustí
Gràcia Bosch i Agustí (Girona, 11 de febrer de 1938) és una política catalana.

## Biografia
Estudià comerç mercantil i música, però treballà com a mestressa de casa. Ingressà a Unió Democràtica de Catalunya (UDC) el 1977. Membre de l'Associació de Pares d'Alumnes de La Salle (1972-1980) i de la Federació i Confederació Cristiana d'Associacions de Pares d'Alumnes de Catalunya (1972-1984). Ha publicat articles sobre urbanisme a Diari de Girona i Punt Diari.
Fou escollida tinent d'alcalde de l'ajuntament de Girona a les eleccions municipals de 1979, secretària de la Intercomarcal d'UDC el 1979-1987, consellera nacional el 1987 i membre d'Unió de Dones. Fou escollida diputada per la circumscripció de Girona a les eleccions al Parlament de Catalunya de 1988. Dins del Parlament de Catalunya ha estat secretària de la Comissió d'Estudi sobre la Igualtat d'Oportunitats Home-Dona, vicepresidenta de la Comissió d'Estudi sobre les Bosses de Pobresa i Secretària de la Comissió d'Estudi sobre la Problemàtica de la SIDA (1989-1992).